# 超峰

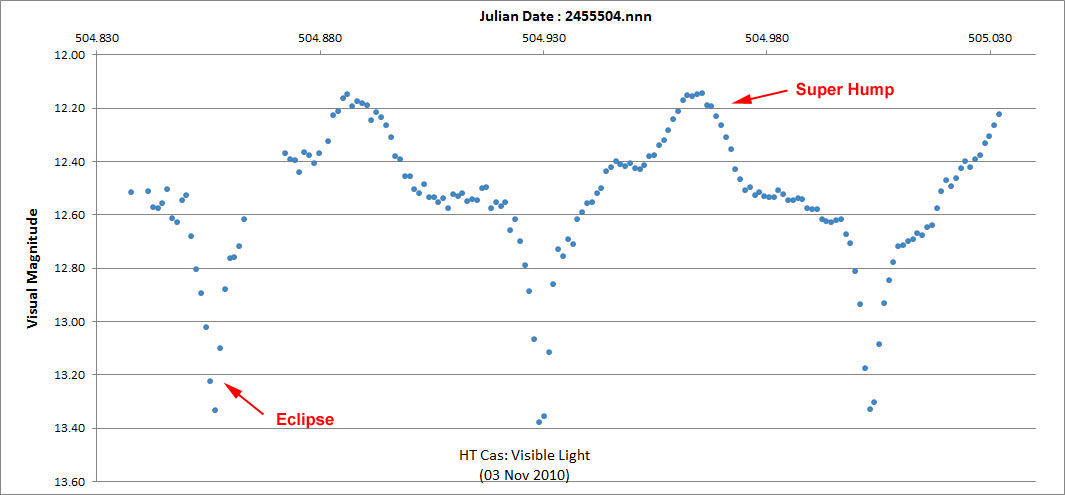
爆發中的矮新星仙后座HT的光變曲線，顯示食和大熊座SU型變星的超峰。

超峰是天文學中激變變星系統的週期性亮度變化，其週期只在軌道週期的百分之幾以內變動。

## 歷史
超峰首次出現在大熊座SU，這是矮新星的一個子類。有時，聯星系統發生超級爆發，這是由吸積率增加引起異於常態的強烈爆發（亮度增加）。

## 週期超額
超峰變化的週期可以大於或小於軌道週期，而分別稱為正超峰與負超峰。週期超額是超峰週期和軌道週期之間的差值，表示為軌道週期的一小部分。

## 物理起源
吸積盤因為伴星（捐贈星）的潮汐力而變型（拉長）。圍繞白矮星的橢圓盤因進動，導致每一個軌道週期上的圓盤方向都略有變化。超峰是激變變星的吸積盤變型造成週期性黏度耗散的結果。這種變形是吸積盤和伴星的軌道週期之間存在3:1共振引起的。吸積盤的逆行衰退會導致週期略低於軌道週期的負超峰。
超峰發生在矮新星系統中，當伴星（損失質量的捐贈星）的質量不超過主星（獲得質量的恆星）質量的34%時，振幅可以達到0.6星等。